# (1584) Fuji
(1584) Fuji – planetoida z pasa głównego asteroid okrążająca Słońce w ciągu 3 lat i 243 dni w średniej odległości 2,38 au. Została odkryta 7 lutego 1927 roku w obserwatorium w Tokio przez Okuro Oikawę. Nazwa planetoidy pochodzi od góry Fudżi, najwyższego szczytu Japonii. Przed jej nadaniem planetoida nosiła oznaczenie tymczasowe (1584) 1927 CR.